# The Flash (1.ª temporada)
A primeira temporada da série de televisão estadunidense The Flash estreou na The CW em 7 de outubro de 2014 e foi concluída em 19 de maio de 2015, após a exibição de 23 episódios. A série é baseada no personagem Barry Allen / Flash da DC Comics, um super-herói combatente do crime com o poder de se mover a velocidades sobre-humanas. É um spin-off de Arrow, existindo no mesmo universo ficcional, e foi produzido pela Berlanti Productions, Warner Bros. Television e DC Entertainment, com Andrew Kreisberg atuando como showrunner.
A série segue Allen, interpretado por Grant Gustin, um investigador forence que ganha velocidade sobre-humana, que ele usa para lutar contra criminosos, incluindo outros que também ganharam habilidades sobre-humanas. Gustin é acompanhado pelos membros do elenco principal Candice Patton, Danielle Panabaker, Rick Cosnett, Carlos Valdes, Tom Cavanagh e Jesse L. Martin. The Flash foi escolhido para ter uma temporada completa pela The CW em outubro de 2014, e as filmagens ocorreram principalmente em Vancouver, Columbia Britânica, Canadá.
A estreia da série foi assistida por 4,8 milhões de telespectadores e teve uma classificação demográfica de 1,9 18-49, tornando-a a estreia da série mais assistida e com maior classificação da The CW desde The Vampire Diaries em 2009. Também se tornou a segunda estreia da série mais assistida da The CW, atrás de 90210, e o terceiro maior classificado no grupo demográfico de 18 a 49. A primeira temporada terminou como o 118º programa classificado, com uma audiência média de 4,62 milhões, tornando-se a série mais assistida na The CW, e também a série com maior audiência entre homens de 18 a 49 anos e homens de 18 anos ou mais na rede. A primeira temporada de The Flash recebeu críticas geralmente positivas dos críticos. As críticas à série tornaram-se cada vez mais positivas à medida que a temporada avançava, com o final recebendo aclamação da crítica. A série foi renovada para uma segunda temporada em 11 de janeiro de 2015.

## Episódios
| N.º na série | N.º na temp. | Título                                                           | Dirigido por      | Escrito por                                                                                                | Exibição original       | Audiência (milhões) |
| --- | ------------ | ---------------------------------------------------------------- | ----------------- | --- | ----------------------- | ------------------- |
| 1 | 1            | "Pilot" "(Piloto)" (BR)                                          | David Nutter      | História por : Greg Berlanti & Andrew Kreisberg & Geoff Johns Roteiro por : Andrew Kreisberg & Geoff Johns | 7 de outubro de 2014    | 4.83                |
| Barry Allen, um cientista forense assistente do Departamento de Polícia de Central City, é atingido por um raio durante uma tempestade que é criada após a explosão do Acelerador de Partículas do STAR Labs. Em coma por nove meses, Barry acorda no STAR Labs, estando sob os cuidados de seu ídolo da ciência, Dr. Harrison Wells, junto de seus assistentes, Dra. Caitlin Snow e Cisco Ramon. Barry rapidamente descobre que pode se mover à extremas velocidades, e que existem outros "meta-humanos" criados a partir da explosão. Um deles, Clyde Mardon, está roubando bancos com sua habilidade de controlar o clima. Para parar Mardon, Barry se veste com um traje que suporta seus movimentos em alta velocidade. Ele persegue Mardon e com a ajuda do detetive Joe West, que descobre sobre as habilidades de Barry, ele é capaz de parar Mardon. Com seus novos poderes, Barry promete achar quem assassinou sua mãe quando ele era criança, acreditando ser outro meta-humano com habilidades similares às suas. Em outro lugar, numa sala secreta do STAR Labs, é revelado que Wells não é paraplégico quando ele se levanta e anda, lendo um jornal de 2024 onde há uma notícia do desaparecimento do Flash. |              |                                                                  |                   | |                         |                     |
| 2 | 2            | "Fastest Man Alive" "(O Homem Mais Rápido Vivo)" (BR)            | David Nutter      | História por : Greg Berlanti & Andrew Kreisberg Roteiro por : Andrew Kreisberg & Geoff Johns               | 14 de outubro de 2014   | 4.27                |
| Com a ajuda de Cisco, Barry começa a usar suas habilidades para parar crimes menores e ajudar o povo da cidade. Como Barry acaba se forçando cada vez mais e mais, ele começa a desenvolver efeitos de debilitação. Enquanto ajuda Iris em seu trabalho de faculdade, Barry testemunha um roubo feito por uma gangue, mas desmaia enquanto tenta pará-los. O time do STAR Labs determina que Barry está ficando hipoglicêmico por causa de sua habilidade de rápido metabolismo e que ele necessita ingerir mais calorias para manter seu nível de energia. O time, eventualmente, descobre que a gangue é, na verdade, um único homem, Danton Black, com a capacidade de criar clones de si mesmo, ficando assim conhecido por Multiplex. Danton quer matar seu ex-chefe, Simon Stagg, que roubou sua pesquisa de clonagem. Com a ajuda de Joe, Barry vai atrás de Danton e, com sucesso, impede-o de matar Stagg. Entretanto, Danton comete suicídio para evitar ser capturado. Após isso, Barry aceita a ajuda de Joe para encontrar quem realmente matou sua mãe. Depois, Wells visita Stagg, que está obcecado pelo Flash depois de testemunhar seus poderes e planeja explorá-lo, assim como fez com Danton Black. Alegando proteger Barry, Wells mata Stagg. |              |                                                                  |                   | |                         |                     |
| 3 | 3            | "Things You Can't Outrun" "(O Que Não Dá Para Ultrapassar)" (BR) | Jesse Warn        | Alison Schapker & Grainne Godfree                                                                          | 21 de outubro de 2014   | 3.59                |
| A polícia investiga um crime de assassinato à uma das famílias do crime da cidade, Barry suspeita que o assassino possa ser um meta-humano que pode controlar gases venenosos. Enquanto Barry e Joe trabalham para descobrir a identidade do assassino, Wells e sua equipe trabalham para transformar o Acelerador de Partículas em uma prisão especial para meta-humanos, até que descubram uma maneira de reverter suas mutações. Isso leva difíceis sentimentos e memórias para Caitlin, cujo noivo, Ronnie Raymond, morreu quando o Acelerador explodiu. Seguindo o rastro de outro assassinato, Barry identifica o assassino, Kyle Nimbus, mas é incapaz de vencê-lo. Barry descobre que Nimbus não controla gases, mas literalmente transforma seu corpo neles, ficando assim conhecido como Névoa. O time descobre que Joe, o policial responsável por prender Nimbus, é sua próxima vítima. Barry corre para a Penitenciária de Iron Heights em tempo de salvar a vida de Joe. Barry força Nimbus a exercitar-se demais, para que Barry pudesse tocá-lo sem que Nimbus se tornasse névoa. O time prende Névoa em uma cela especial que é capaz de impedí-lo de fugir. Em um flashback de quando o Acelerador explodiu, Dr. Wells é visto indo para a sua sala secreta e assistindo um vídeo de segurança onde vê Barry ser atingido pelo raio em seu laboratório. |              |                                                                  |                   | |                         |                     |
| 4 | 4            | "Going Rogue" "(Trapaceando)" (BR)                               | Glen Winter       | Geoff Johns & Kai Yu Wu                                                                                    | 28 de outubro de 2014   | 3.53                |
| Dr. Wells começa a testar os poderes de Barry forçando-o à realizar múltiplas tarefas à super velocidades. No meio dos testes, um grupo de homens ataca um caminhão blindado carregando um caríssimo diamante. Barry corre e para o crime, bem como identifica Leonard Snart por uma pilha de fotos nos arquivos da polícia. Felicity Smoak chega para ver Barry, depois de descobrir que ele acordou de seu coma. Feliz em ver Felicity, Barry apresenta-a para seus amigos no STAR Labs. Para combater o "Borrão", Snart adquire tecnologias roubadas do STAR Labs, o que inclui sua arma de gelo. Cisco revela para Barry que ele criou a arma para proteger-se de Barry caso ele viesse a se tornar um assassino como os outros meta-humanos que eles encontraram. Felicity ajuda o time a localizar Snart, que arma contra o Flash. Cisco, Caitlin e Felicity chegam a tempo de salvar o Flash, e Snart, agora conhecido por Capitão Frio, foge. Depois, Snart contata seu ex-parceiro, Mick, que tem uma afinidade por fogo, e oferece-lhe um lugar ao lado dele para tomar de volta Central City das mãos do velocista escarlate. |              |                                                                  |                   | |                         |                     |
| 5 | 5            | "Plastique" "(Plástico)" (BR)                                    | Dermott Downs     | Aaron Helbing & Todd Helbing & Brooke Eikmeier                                                             | 11 de novembro de 2014  | 3.46                |
| Uma nova meta-humana aparece em Central City. Com a habilidade de transformar tudo o que ela toca em explosivo. Barry é capaz de descobrir que a meta-humana, Bette Sans Souci, é uma ex-militar expert em desarmar explosivos que foi transformada pelo Acelerador de Partículas, que após sua explosão, fez com que partículas de bombas se fundissem com seu corpo à nível celular. Enquanto o General Wade Eiling procura por Bette, Barry leva-a ao STAR Labs onde o time explica para ela como ela ganhou seus poderes. Infelizmente, eles não podem reverter o processo. Enquanto o time está fora, Dr. Wells convence Bette, agora conhecida por Plastique, a matar Eiling para que ele não pudesse explorar quaisquer meta-humanos. Barry corre para pará-la mas Bette atira bombas em direção à Eiling e seus homens. Eiling atira em Bette, o que faz seu corpo se tornar uma bomba massiva. Barry corre com o corpo de Bette e deixa-o no rio para salvar a cidade da explosão. O General Eiling visita Wells pedindo para que trabalhem juntos, como fizeram no passado, para coletar os meta-humanos. Dr. Wells rejeita e avisa Eiling para nunca mais retornar ao STAR Labs. Em um flashback de anos atrás, Wells diz para Eiling que está pondo um fim em seus experimentos. depois de Eiling sair, Wells vai até uma cela e diz para o Gorila Grodd que possui planos para ele no futuro. |              |                                                                  |                   | |                         |                     |
| 6 | 6            | "The Flash Is Born" "(O Surgimento do Flash)" (BR)               | Millicent Shelton | Jaime Paglia & Chris Hafferty                                                                              | 18 de novembro de 2014  | 3.73                |
| Iris é visitada pelo Raio, que novamente pede para que ela deixe de escrever sobre ele. Antes de poderem terminar a conversa, Barry corre para parar um roubo de carro. O Flash confronta o ladrão, mas quando ele acerta-o a pele do ladrão se torna metal e Barry quebra a mão. Barry corre para o laboratório antes que possa se machucar seriamente. O ladrão é identificado como Tony Woodward, que foi o valentão na infância de Barry. Barry e o time descobrem o esconderijo de Tony, e Barry corre para lá sem nenhum plano para vencê-lo. Tony vence mais uma vez e Barry é deixado para morrer. De volta ao laboratório, Cisco determina que, se Barry acertá-lo à 1287,5 Km/h e no ângulo certo, ele pode criar força o suficiente para comprometer a estrutura metálica de Tony, agora chamado de Viga. Tony sequestra Iris e demanda para ela que escreva sobre ele agora. O Flash chega e, com sucesso, acerta Tony na velocidade e no ângulo necessários para desabilitar as habilidades de Tony temporariamente. Logo após Tony ser preso no STAR Labs, e Iris renomeia seu herói como "Flash". Entretanto, Joe é visitado pelo meta-humano que matou a mãe de Barry, que rouba os arquivos e ameaça matar Iris se Joe não parar a investigação. |              |                                                                  |                   | |                         |                     |
| 7 | 7            | "Power Outage" "(Queda de Energia)" (BR)                         | Larry Shaw        | Alison Schapker & Grainne Godfree                                                                          | 25 de novembro de 2014  | 3.47                |
| Dr. Wells retorna à sua sala secreta, onde é revelado que ele tem documentado o crescimento das habilidades de Barry. Barry e a polícia chegam em uma cena de crime no qual a vítima foi morta eletrocutada, e ele sugere que um meta-humano esteja envolvido. Enquanto o time investiga a vítima, eles reparam uma drenagem de energia na cidade. Quando Barry chega, ele é atacado por Farooq Gibran, um meta-humano capaz de absorver energia elétrica. Seu ataque drena os poderes de Barry, e Wells teme que possam ocorrer paradoxos no tempo. Wells detecta que o problema de Barry não é físico e sim psicológico, mas Farooq chega enquanto o time tenta ajudar Barry. Farooq enfrenta o time e a vida de Wells fica em perigo, Barry então supera seu medo e se conecta com sua velocidade à nível celular para parar Farooq, conhecido como Blackout. Depois, Dr. Wells vê que a linha do tempo está de volta ao normal, e pega uma amostra do sangue de Farooq para determinar como ele foi capaz de absorver os poderes de Barry. |              |                                                                  |                   | |                         |                     |
| 8 | 8            | "Flash vs. Arrow" "(Flash vs. Arqueiro)" (BR)                    | Glen Winter       | História por : Greg Berlanti & Andrew Kreisberg Roteiro por : Ben Sokolowski & Brooke Eikmeier             | 2 de dezembro de 2014   | 4.34                |
| Um novo meta-humano, Roy Bivolo, aparece, com a habilidade de deixar as pessoas em estado de raiva incontrolável, e usa seus poderes para roubar o Banco de Central City. A polícia o persegue até um armazém, onde ele usa seus poderes em um policial para facilitar sua fuga. Barry chega à tempo de salvar Joe, mas quase machuca a si mesmo antes de Oliver Queen chegar e parar o policial descontrolado. Depois, Oliver informa Barry que ele e seu time estão procurando por um assassino que usa bumerangues letais. Barry e Oliver aceitam trabalhar em equipe e capturar o alvo um do outro. Oliver tenta ensinar Barry a ser mais cuidadoso e pensativo em suas emboscadas, mas Barry decide ir atrás de Bivolo sozinho. Bivolo usa seus poderes em Barry, e Oliver e Barry caem numa luta. Oliver consegue segurar Barry tempo o suficiente para que Wells e Joe usem a terapia das cores para reestabelecer o estado emocional de Barry. Depois, Barry e Oliver capturam Bivolo, agora chamado de Prisma, e o prendem na prisão do STAR Labs. Este episódio inicia um crossover que se conclui no episódio 8 da 3ª temporada de Arrow. |              |                                                                  |                   | |                         |                     |
| 9 | 9            | "The Man in the Yellow Suit" "(O Homem na Roupa Amarela)" (BR)   | Ralph Hemecker    | Todd Helbing & Aaron Helbing                                                                               | 9 de dezembro de 2014   | 4.66                |
| O meta-humano que matou a mãe de Barry volta, matando dois guardas no Laboratório Mercury buscando pelo trabalho da Dra. Tina McGee sobre partículas de táquion. Barry testemunha o aparecimento do homem no traje amarelo, e parte em uma luta à altas velocidades pela cidade. O homem no traje amarelo insinua à Barry que eles se conhecem antes de fugir. Enquanto isso, Eddie pede à Iris para morarem juntos e Ronnie revela que ele sobreviveu à explosão do Acelerador de Partículas, mas ele não se lembra de quem ele é e tem a habilidade de entrar em combustão sem se queimar. Barry finalmente confessa seu amor para Iris antes da polícia e o STAR Labs usarem a tecnologia das partículas de táquion como isca para capturar o homem no traje amarelo, agora chamado de Flash Reverso. O Flash Reverso escapa e ataca Wells e a força de polícia antes de sair em uma segunda luta contra Barry. Ronnie aparece e queima o homem com suas chamas antes de fugir da cena. Depois, Dr. Wells entra em sua sala secreta e mostra o mesmo traje amarelo que o Flash Reverso, colocando a tecnologia de partículas de táquion no peito do traje. |              |                                                                  |                   | |                         |                     |
| 10 | 10           | "Revenge of the Rogues" "(A Vingança dos Trapaceiros)" (BR)      | Nick Copus        | Kai Yu Wu & Geoff Johns                                                                                    | 20 de janeiro de 2015   | 3.87                |
| Enquanto Barry trabalha para aumentar sua velocidade por meio de vários exercícios, o Capitão Frio retorna à Central City com seu novo parceiro, Mick Rory, para armar contra o Flash. Barry descobre seu plano, e concorda com Wells em não se envolver com Snart na esperança de que ele vá embora e ninguém saia ferido como da última vez. Quando o Flash não comparece à armadilha, Snart e Mick, que possui uma arma que pode emitir temperaturas absolutamente altas, raptam Caitlin para forçar o Flash à aparecer. Cisco e Barry descobrem que eles podem fazer com que Snart e Mick, agora chamado de Onda Térmica, cancelem ambas as armas ao cruzarem seus tiros. O Flash encontra o Capitão Frio e Onda Térmica no meio da cidade para um show armado para expor o Flash para a mídia. Depois de múltiplas falhas no plano, Barry eventualmente faz com que cruzem seus tiros com a ajuda de Eddie, comprometendo as armas e desabilitando o par criminal. Enquanto transportados para a Penitenciária de Iron Heights, Snart e Mick escapam com a ajuda da irmã de Snart, Lisa. Enquanto isso, Caitlin investiga a causa da transformação de Ronnie. |              |                                                                  |                   | |                         |                     |
| 11 | 11           | "The Sound and the Fury" "(O Som e a Fúria)" (BR)                | John F. Showalter | Alison Schapker & Brooke Eikmeier                                                                          | 27 de janeiro de 2015   | 4.08                |
| Enquanto em sua casa, Dr. Wells recebe uma chamada desconhecida antes de ter de usar sua super velocidade para fugir dos estilhaços de vidro do telhado caírem nele. Wells informa Barry e o time que o telefonema foi de Hartley Rathaway, um ex-protegido dele. Hartley começa atacando os negócios da família com ondas sônicas, e quando Barry chega para pará-lo, Hartley revela que ele sabe o segredo que Wells está escondendo. Depois de ter armado contra Cisco, Hartley rouba informações dos computadores da STAR Labs, e aprimora suas luvas de ondas sônicas enquanto Dr. Wells revela para a equipe e depois para a imprensa que Hartley, agora conhecido por Flautista, alertou-o que o Acelerador de Partículas poderia explodir antes da hora, mas Wells escolheu arriscar-se pelas recompensas de potencial. Cisco descobre que as informações roubadas do computador do STAR Labs faria com que ele pudesse identificar a frequência das moléculas do corpo de Barry para matá-lo. Barry cai na armadilha de Hartley, que começa a destruir seus órgãos. Dr. Wells invade um satélite e envia frequências alternativas para o local para desativar as armas de Hartley. Depois, Joe pede à Eddie para que ele investigue o Dr. Wells, mas sem que Barry saiba. Hartley, preso na prisão especial do Acelerador, revela para Cisco que ele irá soltá-lo pois sabe onde Ronnie está e sabe como salvá-lo. Em sua sala secreta, Wells usa sua tecnologia de táquions para, temporariamente, recarregar sua energia de velocidade.                                                            |              |                                                                  |                   | |                         |                     |
| 12 | 12           | "Crazy for You" "(Louco por Você)" (BR)                          | Rob Hardy         | Aaron Helbing & Todd Helbing                                                                               | 3 de fevereiro de 2015  | 3.60                |
| Uma mulher com a habilidade de se teleportar para qualquer lugar que ela possa ver, invade a Penitenciária de Iron Heights para libertar seu namorado, Clay Parker. Barry encontra resíduos de DNA por toda a cena e, quando analisa o material no STAR Labs, descobre que essa mulher é Shawna Baez. Para ajudar na investigação de Barry, seu pai Henry Allen busca pistas em Iron Heights e descobre que Clay devia à um chefe de crime local, que estava planejando um grande assalto. Barry descobre o local do assalto, e encontra Shawna e Clay roubando um caminhão blindado. Barry não consegue capturar os dois devido aos poderes de Shawna. Mais tarde Barry e Caitlin saem num encontro e Barry conhece Linda Park. Dr. Wells descobre que Shawna, agora conhecida como Ka-Bum, não consegue usar seus poderes se não houver luz, pois não pode ver para onde vai, e Barry consegue capturá-la após remover todas as luzes de um túnel no qual ela e seu namorado planejavam escapar. Cisco vai até Hartley para descobrir mais sobre Ronnie; Hartley revela que Dr. Martin Stein, desenvolvedor da pesquisa Nuclear, um projeto focado na transmutação de elementos, estava no STAR Labs no dia da explosão. Hartley, antes de fugir da custódia de Cisco, revela que durante a explosão, Ronnie e o Dr. Stein se fundiram. Depois, Barry e seu pai discutem sobre o Flash, pois Iris consegue fotografá-lo e publica a foto no jornal, e Henry insinua acreditar que Barry é o Flash. Em outro lugar, dois trabalhadores de rua são atacados pelo Gorila Grodd no sistema de esgoto.           |              |                                                                  |                   | |                         |                     |
| 13 | 13           | "The Nuclear Man" "(O Homem Nuclear)" (BR)                       | Glen Winter       | Andrew Kreisberg & Katherine Walczak                                                                       | 10 de fevereiro de 2015 | 3.66                |
| O time busca pelo paradeiro de Ronnie depois que ele fere um cientista, e compreendem que na verdade Martin Stein é quem está no controle do corpo de Ronnie, eles buscam a ajuda de sua esposa para falar com Stein/Ronnie para que ele vá ao laboratório realizar testes. Enquanto isso, Joe pede a ajuda de Cisco para identificar quem matou a mãe de Barry. Cisco descobre que um filtro de carbono que restou na casa talvez tenha captado imagens do assassino. A imagem revela duas amostras de sangue separadas, sendo uma aparentemente a do assassino. Joe pede para que Cisco compare o sangue com o de Dr. Wells, mas Cisco não aceita acreditar que Wells esteja envolvido. Wells descobre que os átomos de Ronnie e Stein estão em conflito, e se isso continuar eles irão se tornar uma bomba nuclear. Wells então deduz que o aparelho de táquions, que está recarregando sua velocidade, pode ser convertido em um separador quântico para estabilizar o corpo de Ronnie e separar as duas personalidades. Caitlin usa o aparelho e o corpo de Ronnie continua se tornando uma bomba nuclear mas de uma maneira segura, longe da cidade. A explosão alerta o general Eiling, que ordena ao seu time para que recuperem o Nuclear. Enquanto isso Cisco examina as amostras de sangue e informa à Joe que uma delas foi identificada como sendo do Barry quando adulto. |              |                                                                  |                   | |                         |                     |
| 14 | 14           | "Fallout" "(Recaída)" (BR)                                       | Steve Surjik      | Keto Shimizu & Ben Sokolowski                                                                              | 17 de fevereiro de 2015 | 4.01                |
| Barry e Caitlin investigam a explosão e descobrem que Ronnie e Dr. Stein foram separados. O General Eiling investiga a cratéra deixada pela explosão de Ronnie e Stein, e percebe que o "Nuclear" se separou. Joe mostra ao Barry as imagens da noite em que sua mãe foi morta, e Barry descobre que uma versão de si mesmo no futuro estava lá tentando salvar sua mãe. Barry conversa com Dr. Stein e aprende sobre as possibilidades de uma viagem no tempo. Dr. Wells visita o General Eiling, que revela saber que Barry é o Flash e diz que ele quer o projeto Nuclear. Dr. Wells entrega o Dr. Stein, que é torturado por Eiling, até que Ronnie aparece para salvá-lo. Ronnie e Dr. Stein são forçados à juntarem-se para sobreviver ao ataque militar de Eiling. Fundindo-se corretamente dessa vez, Ronnie e Dr. Stein trabalham juntos para controlar a Matriz Nuclear entre eles, tendo controle o suficiente para que se possam fundir e separar novamente em comando. O par decide deixar Central City para ficarem longe de Eiling e aprender mais sobre seus novos poderes. O Flash Reverso sequestra Eiling e leva-o até o esgoto. Ele revela ser o Dr. Wells e, alegando estar protegendo Barry, permite que Grodd, usando seus poderes psíquicos, leve Eiling até o fundo do esgoto. |              |                                                                  |                   | |                         |                     |
| 15 | 15           | "Out of Time" "(Fora do Tempo)" (BR)                             | Thor Freudenthal  | Todd Helbing & Aaron Helbing                                                                               | 17 de março de 2015     | 3.69                |
| Mark Mardon, que tem a habilidade de controlar o clima, retorna à Central City para vingar a morte de seu irmão Clyde e define Joe como seu alvo. Cisco começa a acreditar que Joe estava certo sobre Wells, então confere novamente o campo de contenção para o Flash Reverso e descobre que o Flash Reverso nunca esteve no campo de contenção, era apenas um holograma. Wells chega e revela ser Eobard Thawne, o homem do futuro que matou a mãe de Barry acidentalmente enquanto realmente tentava matar Barry. Wells também revela estar forçando Barry a ficar mais forte para que ele possa usar os poderes de Barry para retornar ao seu tempo; depois ele mata Cisco para proteger seu segredo. Mark, agora conhecido como Mago do Tempo, sequestra Joe e obriga-o à assisti-lo lançar um tsunami na cidade na esperança de matar Iris. Barry é forçado a revelar sua identidade secreta para Iris a fim de salvar a cidade. Barry corre de um lado para o outro por toda a linha da costa para criar uma barreira contra o tsunami, mas ele corre tão rápido que cria um túnel do tempo e viaja de volta para o tempo em que Mark retorna à Central City. |              |                                                                  |                   | |                         |                     |
| 16 | 16           | "Rogue Time" "(Tempo Trapaceiro)" (BR)                           | John Behring      | História por : Grainne Godfree Roteiro por : Brooke Eikmeier & Kai Yu Wu                                   | 24 de março de 2015     | 3.33                |
| Enquanto Barry começa a reviver o dia passado, Dr. Wells percebe o que aconteceu e avisa-o para que não mude nenhum evento, com medo disto criar um grande problema enquanto o universo se equilibra. Barry não escuta-o e captura Mark Mardon antes que ele possa capturar Joe. Enquanto isso, Leonard Snart e Mick Rory retornam à Central City. Leonard envia sua irmã Lisa Snart atrás de Cisco, e força-o a reconstruir as armas de Calor e Frio, e uma terceira arma para Lisa que transforma tudo o que atinge em ouro, sob a ameaça de matar seu irmão. Barry percebe que Dr. Wells estava certo, e suas novas ações resultaram no sequestro de Cisco e na rejeição de seu avanço romântico com Iris. Cisco retorna e revela que Leonard torturou seu irmão até que ele revelasse a verdadeira identidade do Flash. Barry vai atrás de Snart, e os dois propõem uma trégua receosa: Snart não irá revelar a identidade de Barry, não irá matar pessoas inocentes, e ficará longe dos amigos do Barry, e em troca, Barry não irá prendê-lo na prisão especial do Acelerador de Partículas. Depois, o Flash Reverso mata o repórter Mason Bridge e destrói as evidências ligando o Dr. Wells à morte de Simon Stagg. O desaparecimento do repórter faz Barry pensar que Joe talvez esteja certo sobre o Dr. Wells. |              |                                                                  |                   | |                         |                     |
| 17 | 17           | "Tricksters" "(Trapaceiros)" (BR)                                | Ralph Hemecker    | Andrew Kreisberg                                                                                           | 31 de março de 2015     | 3.67                |
| Barry e Joe vão em busca do terrorista Axel Walker, que se auto-intitula Trapaceiro. Axel arma uma distração para o Flash e para a polícia e então consegue libertar James Jesse, o verdadeiro Trapaceiro causador de um atentado de vinte anos atrás, da prisão. James e Axel sequestram o pai de Barry e depois tentam extorquir patronos envenenando-os e oferecendo o antídoto como troca de transferências bancárias. Quando o Flash chega, os Trapaceiros prendem nele uma bomba, a qual detonaria se ele parasse de se mover. Dr. Wells ensina ao Barry como vibrar suas molécuas para que ele possa atravessar objetos sólidos, o que o ajuda a remover a bomba. Depois, Barry entrega o antídoto à todos os patronos e captura os Trapaceiros. Barry salva seu pai e revela a ele ser o Flash. Depois, o Flash revela sua identidade para o Eddie, para que ele possa ajudar à manter Iris longe de realizar pesquisas sobre Mason e Wells, para a própria proteção dela. Em um flashback, depois de falhar em matar o Barry criança, o Flash Reverso escapa pela estrada e perde sua velocidade. Gideon informa-o que viajar de volta no tempo drenou sua habilidade de se conectar com o Campo da Aceleração. Ele remove a máscara e revela o verdadeiro Eobard Thawne . Eobard persegue Dr. Wells e causa o acidente que mata sua esposa Tess Morgan. Ele revela que o Acelerador de Partículas não foi construído até 2020. Ele então, aparentemente, mata Wells e absorve sua aparência e identidade para que ele possa desenvolver o Acelerador mais cedo, para retornar ao seu próprio tempo. |              |                                                                  |                   | |                         |                     |
| 18 | 18           | "All Star Team Up" "(Todo o Time Unido)" (BR)                    | Kevin Tancharoen  | Grainne Godfree & Kai Yu Wu                                                                                | 14 de abril de 2015     | 3.67                |
| Enquanto Barry trabalha em conjunto com Joe e Eddie para parar a onda de crimes em toda a cidade, um professor de engenharia é atacado e morto por um enxame de abelhas na universidade local. Enquanto a equipe procura por um meta-humano que possa controlar abelhas, Felicity chega com Ray, em seu traje Átomo, à procura de assistência para melhorá-lo. A equipe acompanha outro ataque de abelhas, Barry chega tarde mas é atacado pelo enxame. A equipe captura uma das abelhas, que acaba por ser um robô e sua meta-humana era apenas um cientista descontente chamada Brie Larvan do Mercury Labs, que tinha como alvo outros ex-funcionários. Enquanto isso, Barry luta com o fato de se poder confiar Cisco e Caitlin, sem saber se eles estão trabalhando para o Flash Reverso ou não. Durante o próximo ataque de abelha, Barry vai atrás de Brie, agora chamada de Insecto, e Ray em seu traje do Átomo, vai tentar impedir as abelhas de matar a Dr. Tina McGee. Felicity destrói a frequência sem fio das abelhas, salvando Barry e fazendo assim com que elas fossem desativadas, e Barry captura Brie. Mais tarde, Barry informa Caitlin e Cisco que Dr. Wells é o Flash Reverso. Caitlin não quer acreditar, mas Cisco revela que ele tem tido "sonhos", que são memórias do cronograma original (de quando Barry volta no tempo), onde Wells o mata. |              |                                                                  |                   | |                         |                     |
| 19 | 19           | "Who Is Harrison Wells?" "(Quem é Harrison Wells?)" (BR)         | Wendey Stanzler   | Ray Utarnachitt & Cortney Norris                                                                           | 21 de abril de 2015     | 3.75                |
| Barry e Eddie perseguem um meta-humano chamado Hannibal Bates, que pode mudar sua aparência pra qualquer pessoa que ele toque, mas ele toma a forma de Eddie e arma para acusá-lo de assassinato. Depois, Hannibal deixa Barry inconsciente e toma sua forma, mas Dr. Wells percebe e impede Hannibal de matar Caitlin e Iris. Enquanto transportavam-o até o Departamento de Polícia de Central City, Hannibal usa seus poderes e escapa. Caitlin cria um soro que suprime os poderes de Hannibal, agora chamado de Homem Comum, permitindo que Barry o derrote e limpe o nome de Eddie. Enquanto isso, Joe e Cisco decidem investigar a cena do acidente de carro, onde a esposa do Dr. Wells morre, em Starling City, apesar de Caitlin não estar certa de que seria justo acabar com a reputação de Wells. Com a ajuda do capitão Quentin Lance, Cisco e Joe localizam um corpo enterrado próximo ao local do acidente. Após uma série de testes, Cisco determina que o corpo pertencia ao verdadeiro Dr. Wells. Em uma inspeção na construção do STAR Labs, Cisco, Caitlin e Barry descobrem a sala secreta do Wells. Eles encontram ambos o uniforme do Flash Reverso e o jornal do futuro centrado no desaparecimento do Flash durante uma crise. |              |                                                                  |                   | |                         |                     |
| 20 | 20           | "The Trap" "(A Armadilha)" (BR)                                  | Steve Shill       | Alison Schapker & Brooke Eikmeier                                                                          | 28 de abril de 2015     | 3.93                |
| Enquanto na sala secreta de Wells, Barry descobre sobre sua batalha contra o Flash Reverso no futuro, bem como os momentos chave em sua vida que incluem seu casamento com Iris, a promoção no Departamento de Polícia de Central City, e que ele criou a inteligência artificial conhecida como Gideon no futuro. O time se reagrupa na casa de Barry, onde ele explica seu plano de convencer Wells à confessar ter assassinado sua mãe. Com o intuito de criar uma armadilha para Wells, Cisco reverte a polaridade do seu campo de contenção para impedir Wells de atravessar a barreira e proteger-se dele, enquanto Caitlin filma a interação para capturar a confissão de Wells. A armadilha falha, mas Joe atira em Wells antes que ele mate Cisco. Quando Wells morre, seu corpo se transforma revelando ser apenas uma transformação de Hannibal Bates. O verdadeiro Wells liga para o time, revelando que ele sempre esteve ciente de suas ações porque ele os mantinha sobre vigilância. Wells vai atrás de Iris e Eddie, mas Barry chega, forçando Wells a sequestrar Eddie, e quando Barry parte atrás de Wells, Iris descobre que o Flash é na verdade Barry. Wells revela para Eddie que ele é na verdade Eobard Thawne, futuro parente de Eddie. Em flashbacks, após Barry ser atingido pelo raio, Wells oferece ao Joe salvar a vida de Barry e depois, enquanto Barry ainda estava em coma, ele promete que um dia, no futuro, irá matá-lo. |              |                                                                  |                   | |                         |                     |
| 21 | 21           | "Grodd Lives" "(As Vidas de Grodd)" (BR)                         | Dermott Downs     | Grainne Godfree & Kai Yu Wu                                                                                | 5 de maio de 2015       | 3.62                |
| Barry varre a cidade procurando por Eddie, mas faz uma pausa para parar um assalto nas reservas de ouro. Quando Barry confronta o ladrão, ambos ficam desorientados por um ataque psíquico desconhecido. De volta ao laboratório, Barry descreve o ataque para Caitlin e Cisco quando Iris chega, questionando Barry sobre ser o Flash em segredo dela. O ladrão ataca novamente, mas Barry consegue pará-lo. O ladrão na verdade é o General Eiling, que está sendo controlado mentalmente pelo Gorila Grodd. Com a condução de Iris, Barry, Joe e Cisco vão aos esgotos procurar por Grodd. O trio descobre que Grodd está ficando maior e mais inteligente, e durante um ataque, Barry fica inconsciente enquanto Joe é sequestrado por Grodd. Cisco e Caitlin constroem para Barry um aparelho que previne Grodd de atacá-lo psiquicamente. O aparelho funciona, mas, por Grodd ser muito poderoso, o aparelho fica danificado durante uma luta. Barry é capaz de lutar contra o ataque psíquico de Grodd e o engana fazendo com que ele pule na frente de um trem em movimento. Em outro lugar, Wells constrói um aparelho que "irá permití-lo voltar ao seu próprio tempo". |              |                                                                  |                   | |                         |                     |
| 22 | 22           | "Rogue Air" "(Trapaça no Ar)" (BR)                               | Doug Aarniokoshi  | Aaron Helbing & Todd Helbing                                                                               | 12 de maio de 2015      | 3.65                |
| Cisco descobre que Wells estava recarregando sua super-velocidade enquanto sentado na cadeira de rodas, por isso ele era mais rápido que o Barry. O Acelerador de Partículas é reativado e o time descobre que Wells esteve todo o tempo escondido no STAR Labs reparando o Acelerador. Enquanto eles investigam Wells escapa, mas o time é capaz de achar Eddie, que está desiludido depois de Wells mostrár-lhe que Iris se casa com Barry no futuro. Depois, Eddie diz para Iris que ele sabe do futuro dela e termina o relacionamento. Preocupados com que o Acelerador atinja sua capacidade total e todos os meta-humanos aprisionados morram, o time decide realocá-los para a prisão da ARGUS em Lian Yu. Para fazer um transporte seguro, Barry é forçado a ir atrás de Leonard Snart procurando ajuda. Snart concorda em ajudar mas apenas se Barry limpar todo seu histórico criminal do Departamento de Polícia de Central City. Snart e sua irmã, Lisa sabotam o transporte e permitem que os meta-humanos escapem. Wells volta ao laboratório quando o Acelerador chega em sua capacidade total. Barry, Ronnie e Oliver se encontram do lado de fora e travam uma luta contra Wells. Depois de tentarem lutar cada um separadamente com Wells, eles coordenam seus ataques e Oliver finalmente acerta Wells com uma injeção de nanorobôs que incapacita Wells e Barry o prende na prisão do Acelerador. |              |                                                                  |                   | |                         |                     |
| 23 | 23           | "Fast Enough" "(Rápido o Suficiente)" (BR)                       | Dermott Downs     | História por : Greg Berlanti & Andrew Kreisberg Roteiro por : Gabrielle Stanton & Andrew Kreisberg         | 19 de maio de 2015      | 3.87                |
| Barry visita Wells, onde Wells descreve a relação deles no futuro, porque ele matou a mãe de Barry, e porque ultimamente ele teve de ajudá-lo a se tornar o Flash. Wells faz uma proposta à Barry, pedindo ajuda para criar um buraco de minhoca onde Wells possa voltar para seu tempo enquanto, ao mesmo tempo, daria à Barry a chance de voltar no tempo e salvar sua mãe. Barry e o time ficam aflitos pois isso poderia alterar a linha do tempo de uma forma indeterminada. Barry decide ir em frente com o plano, então Wells o informa que ele terá de ligar o Acelerador novamente e correr à na velocidade correta dentro uma partícula de hidrogênio para criar um buraco de minhoca. Barry teria menos de 2 minutos para mudar o passado e retornar ao seu tempo ou o buraco de minhoca se transformaria em um buraco negro que poderia causar uma destruição mundial. Barry viaja de volta no tempo, mas sua versão do futuro o diz para não salvar sua mãe. Em vez disso, ele revela sua identidade para Nora e diz que no futuro tanto ele quanto o pai estão bem, antes dela morrer. Barry retorna e impede Wells de voltar para seu tempo. Antes que Wells possa matar Barry, Eddie atira nele mesmo fazendo com que Wells, agora retomando a aparência de Eobard, seja apagado da existência. Apesar do buraco de minhoca ser fechado, ele se abre novamente e se torna um buraco negro, gerando caos em Central City, e Barry usa sua super velocidade para tentar impedi-lo de destruir o mundo.                                                                                          |              |                                                                  |                   | |                         |                     |

## Elenco e personagens
| - Grant Gustin como Barry Allen / Flash - Candice Patton como Iris West - Danielle Panabaker como Caitlin Snow - Rick Cosnett como Eddie Thawne - Carlos Valdes como Cisco Ramon - Tom Cavanagh como Harrison Wells - Jesse L. Martin como Joe West | - Robbie Amell como Ronnie Raymond / Nuclear - Clancy Brown como General Wade Eiling - Victor Garber como Martin Stein / Nuclear - Michelle Harrison como Nora Allen - Roger Howarth como Mason Bridge - Malese Jow como Linda Park - Wentworth Miller como Leonard Snart / Capitão Frio - Patrick Sabongui como David Singh - John Wesley Shipp como Henry Allen |

### Convidados
- Chad Rook como Clyde Mardon[40]
- Stephen Amell como Oliver Queen / Arqueiro[41]
- Michael Christopher Smith como Danton Black / Multiplex[42]
- William Sadler como Simon Stagg[43]
- Anthony Carrigan como Kyle Nimbus / Mist[44]
- Emily Bett Rickards como Felicity Smoak[45]
- Greg Finley como Tony Woodward / Girder[46]
- Kelly Frye como Bette Sans Souci / Plastique[47]
- Nicholcomo Gonzalez como Dante Ramon[48]
- Michael Reventar como Farooq Gibran / Blackout[49]
- Morena Baccarin como a voz de Gideon[50]
- Robert Knepper como William Tockman / Rei Relógio[51]
- Paul Anthony como Roy Bivolo / Ladrão Arco-Íris[52]
- Anna Hopkins como Samantha Clayton[53]
- David Ramsey como John Diggle / Espartano[54]
- Amanda Pays como Tina McGee[55]
- Luc Roderique como Jason Rusch[56]
- Dominic Purcell como Mick Rory / Onda Térmica[57]
- Andy Mientus como Hartley Rathaway / Flaustista[58]
- Britne Oldford como Shawna Baez / Peek-a-Boo[59]
- Isabella Hofmann como Clarissa Stein[60]
- David Sobolov como a voz de Grodd[61]
- Liam McIntyre como Mark Mardon / Mago do Tempo[62]
- Peyton List como Lisa Snart / Patinadora Dourada[63]
- Bre Blair como Tess Morgan[64]
- Devon Graye como Axel Walker / Trapaceiro[65]
- Mark Hamill como James Jesse / Trapaceiro[66]
- Matt Letscher como Eobard Thawne / Flash Reverso[67]
- Vito D'Ambrosio como Prefeito Anthony Bellows[68]
- Brandon Routh como Ray Palmer / Átomo[69]
- Emily Kinney como Brie Larvan / Bug-Eyed Bandit[70]
- Martin Novotny como Hannibal Bates[71]
- Katie Cassidy como Laurel Lance / Canário Negro[71]
- Paul Blackthorne como Quentin Lance[71]
- Doug Jones como Jake Simmons / Deathbolt[72]
- Ciara Renée como Kendra Saunders[73]

## Produção

### Desenvolvimento
Em 30 de julho de 2013, foi anunciado que os co-criadores de Arrow, Greg Berlanti e Andrew Kreisberg, o diretor piloto de Arrow David Nutter e o CCO Geoff Johns da DC Comics desenvolveriam uma série de televisão baseada no Flash para a The CW, e detalharia a origem de Barry de Allen. Kreisberg revelou após o anúncio que Allen iria aparecer pela primeira vez como um personagem recorrente em Arrow em três episódios da segunda temporada - todos escritos por Berlanti, Kreisberg e Johns - e o último dos episódios atuaria como um piloto backdoor para o novo show. Kreisberg acrescentou que Allen seria um cientista forense e a introdução de seus superpoderes, bem como as reações a isso, serão muito humanas e fundamentadas. Johns afirmou que o personagem do Flash no show seria semelhante ao seu homólogo de quadrinhos, completo com seu traje vermelho de marca registrada, e não seria uma imitação pobre. Kreisberg elaborou: "Nada de macacões ou codinomes estranhos; ele será o Flash." Enquanto pesquisava a melhor maneira de descrever a velocidade da luz do Flash, Johns afirmou que não seria apenas o "borrão" padrão.
Barry finalmente apareceu duas vezes na segunda temporada de Arrow, com o piloto backdoor planejado cancelado em favor de um piloto tradicional pelos executivos da The CW, que ficaram impressionados com os primeiros cortes dos dois primeiros episódios de Barry em Arrow. Isso permitiu que a equipe criativa desenvolvesse a história de Barry e seu mundo com um orçamento maior, em oposição à restrição do piloto dos fundos de incorporar personagens do programa pai. O piloto foi oficialmente encomendado em 29 de janeiro de 2014 e foi escrito por Berlanti, Kreisberg e Johns e dirigido por Nutter. Em 8 de maio de 2014, The Flash foi oficialmente escolhido como uma série, com uma encomenda inicial de 13 episódios. Mais três scripts foram encomendados em setembro de 2014 após uma resposta positiva aos episódios recém-concluídos pelos executivos, enquanto um back ten foi encomendado em 21 de outubro de 2014, para uma temporada completa de 23 episódios.
Em julho de 2014, Johns descreveu a série como "a adaptação mais fiel da DC Comics de todos os tempos ... Incorporamos quase tudo da mitologia a ela e adicionamos uma nova história de fundo com os laboratórios S.T.A.R.." Em outubro de 2014, Johns explicou que a abordagem da DC para seus filmes e séries de televisão seria diferente do universo cinematográfico da Marvel Studios, afirmando que seu universo de filmes e universos de TV seriam mantidos separados dentro de um multiverso para permitir que "todos fizessem o melhor produto possível, para contar a melhor história , para fazer o melhor do mundo."

### Escolha do elenco

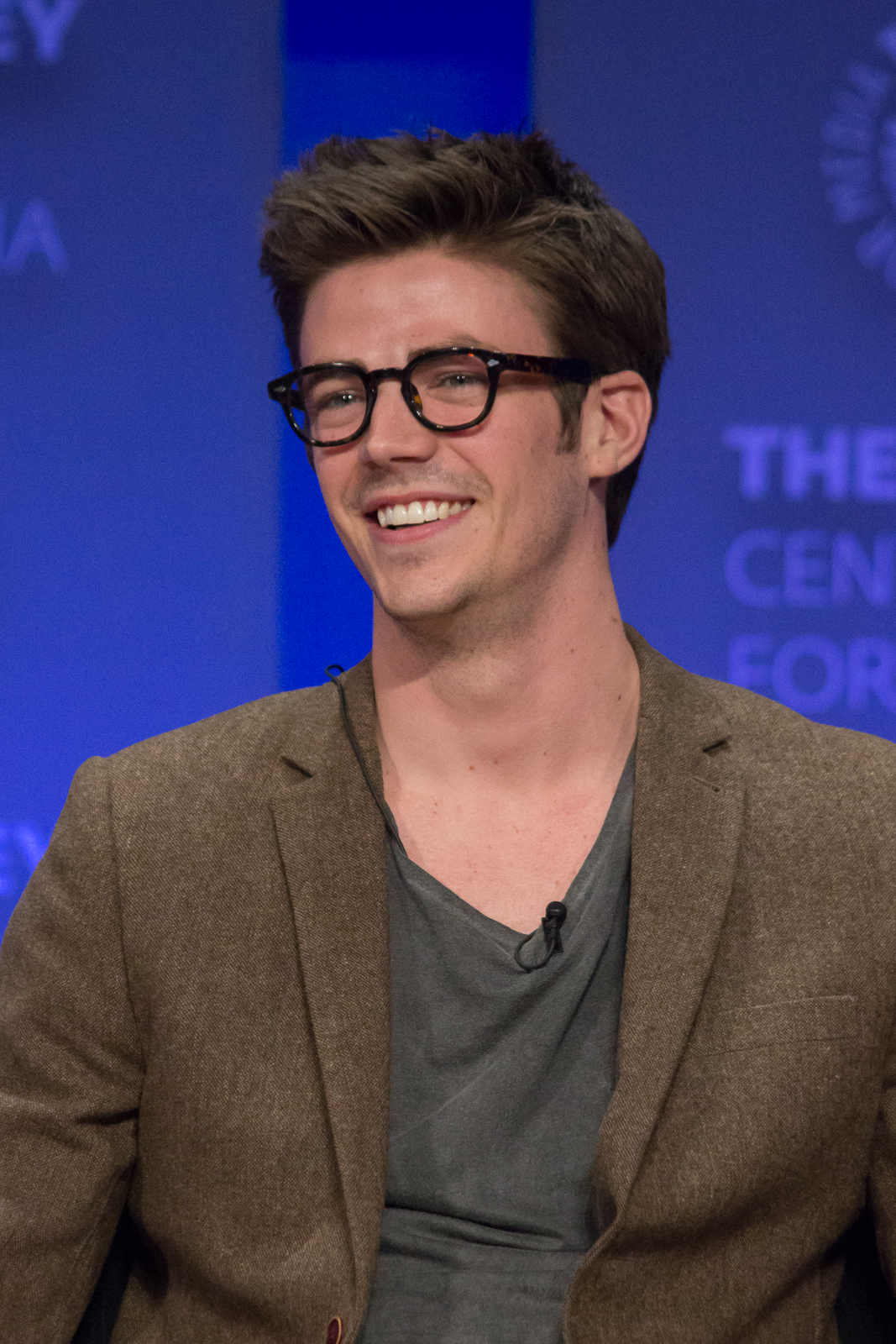
Grant Gustin estrela como Barry Allen / Flash

Em 13 de setembro de 2013, Grant Gustin foi escalado para o papel titular de Lista de personagens de The Flash#Barry Allen / Flash. Andy Mientus, que viria a ser escalado como Hartley Rathaway, também fez o teste para o papel. Gustin começou a pesquisar o personagem durante o processo de audição e a ler o máximo de quadrinhos possível. Gustin se concentrou principalmente na série de quadrinhos Os Novos 52, porque ele sabia que seria difícil ler tudo e ele sentiu que os Novos 52 era o que mais se aproximava da história da série. Em janeiro de 2014, o ator Jesse L. Martin foi escalado como o detetive Joe West, enquanto Rick Cosnett foi escalado como
Eddie Thawne e Danielle Panabaker como Caitlin Snow Em fevereiro de 2014, Candice Patton foi escalada como Candice Patton como Iris West  e Carlos Valdes como Cisco Ramon O elenco de Patton como Iris causou uma reação significativa entre os fãs de quadrinhos devido ao fato de Patton ser de ascendência africana, enquanto Iris era tipicamente retratada como uma mulher caucasiana nos quadrinhos. Embora os escritores tenham discutido desde o início sobre fazer Barry e Caitlin amantes, Gustin vetou essa ideia em favor de Barry e Iris, como nos quadrinhos. Também em fevereiro de 2014, o The Hollywood Reporter informou que os papéis regulares restantes a serem escalados eram para os papéis de Harrison Wells e Hartley Rathaway. Em 10 de fevereiro de 2014, Tom Cavanagh foi escalado como Harrison Wells, com seu papel descrito como "um astro do rock no mundo da física e a mente e o dinheiro por trás do Acelerador de Partículas dos laboratórios S.T.A.R.". Foi finalmente revelado que o personagem de Cavanagh era na verdade Lista de personagens de The Flash #Eobard Thawne / Flash Reverso, que roubou a aparência do verdadeiro Wells (também retratado por Cavanagh) depois de matá-lo, com Matt Letscher retratando a imagem original de Thawne.
Vários membros do elenco da série de televisão de 1990 aparecem na série. John Wesley Shipp, que interpretou Barry Allen / Flash na série de 1990, juntou-se ao elenco em um papel recorrente como o pai de Barry, Dr. Henry Allen, e Amanda Pays mais uma vez retrata uma personagem chamada Dra. Tina McGee. No episódio "Tricksters", Mark Hamill retorna como James Jesse / Trapaceiro e Vito D'Ambrosio interpreta o prefeito Anthony Bellows (personagem que interpretou em 1991, mas como policial), com imagens de Hamill como o Trapaceiro da série de TV de 1990 foram usadas em um relatório policial.

### Design
O traje de Flash foi desenhado por Colleen Atwood. Enquanto permanecia fiel ao traje de Barry dos quadrinhos, ele foi projetado como um traje mais "funcional e de qualidade texturizada" do que os anteriores live-actions de Flash.

### Filmagens
A produção do piloto começou em março de 2014, com as filmagens ocorrendo em Vancouver, Columbia Britânica; as filmagens adicionais para a série ocorreram em Portland, Oregon. Sobre como as sequências de ação são filmadas para a série, em comparação com Arrow, Gustin disse: "Quando [Arrow] atira [s] sequências de ação, praticamente o que você vê é o que você obtém e eles estão realmente fazendo tudo. Nós fazemos muito de tiros de placa que são tiros vazios da área em que vamos estar e então eles vão nos colocar mais tarde no posto. Eu luto muito. Eu não tenho que fazer isso a toda velocidade e então eles aumente a velocidade e muitas pessoas têm que congelar e eu continuo em movimento. Depois, tenho que limpar o quadro e voltar para o quadro. É uma coisa realmente entediante que temos que fazer. Nos deles, eles aprendem a coreografia de luta e filmam os ângulos perfeitos e o que você vê é o que você obtém."
As filmagens para o resto da temporada começaram em 11 de julho de 2014 e, terminaram em 14 de abril de 2015.

### Música
O compositor de Arrow, Blake Neely é o principal compositor da série e foi contratado pela primeira vez em abril de 2014 para fazer a trilha sonora do piloto. Ele já havia composto um tema para Barry Allen que foi apresentado nos episódios da segunda temporada de Arrow, "The Scientist" e "Three Ghosts". O tema foi intitulado "The Scientist" quando foi lançado na trilha sonora Arrow: Season 2. De acordo com Neely, "tinha que ser diferente [de Arrow] ... mas também não poderia ser tão diferente a ponto de não caber no Universo Arrow, ... tinha que ser em um estilo que pudesse conter lá." Em 18 de dezembro de 2014, a WaterTower Music lançou uma seleção de músicas dos episódios de crossover Flash / Arrow, bem como duas faixas bônus de seus respectivos finais de midseason de 2014. A primeira temporada, a trilha sonora de dois discos foi lançada em 16 de outubro de 2015 pela La La Land Records.
Todas as músicas compostas por Blake Neely.
| Disco 1        |                                         |         |  |
| N.º            | Título                                  | Duração |  |
| 1.             | "The Fastest Man Alive / Always Late"   | 3:05    |  |
| 2.             | "Best Friends Since Childhood"          | 2:37    |  |
| 3.             | "Metahumans"                            | 2:35    |  |
| 4.             | "Dr. Wells Has Secrets"                 | 3:03    |  |
| 5.             | "I Have to Try"                         | 4:56    |  |
| 6.             | "Proud of You"                          | 2:23    |  |
| 7.             | "A Lot Happened That Night"             | 2:28    |  |
| 8.             | "Mad Skills"                            | 1:18    |  |
| 9.             | "Eddie and Iris"                        | 1:21    |  |
| 10.            | "Birth of The Flash"                    | 3:06    |  |
| 11.            | "Things You Can’t Outrun"               | 2:25    |  |
| 12.            | "Captain Cold"                          | 1:41    |  |
| 13.            | "We Were All Struck by That Lightning"  | 1:15    |  |
| 14.            | "Going Rogue"                           | 2:03    |  |
| 15.            | "No Time"                               | 2:23    |  |
| 16.            | "Grodd Lives"                           | 1:36    |  |
| 17.            | "Impossible Thing"                      | 3:05    |  |
| 18.            | "Supersonic"                            | 2:03    |  |
| 19.            | "Catch Me If You Can"                   | 2:33    |  |
| 20.            | "Martin Stein and Firestorm"            | 3:22    |  |
| 21.            | "Fate of My Dad"                        | 2:08    |  |
| 22.            | "The Nuclear Man"                       | 3:16    |  |
| 23.            | "Dead to Me"                            | 3:20    |  |
| 24.            | "Reveal to Iris / Running Back in Time" | 3:13    |  |
| 25.            | "He’s a Hero"                           | 2:35    |  |
| 26.            | "Tricksters"                            | 2:52    |  |
| 27.            | "Called Some Friends for Help"          | 4:15    |  |
| 28.            | "Second Chance"                         | 3:04    |  |
| 29.            | "Closing the Wormhole"                  | 4:43    |  |
| Duração total: | Duração total:                          | 1:18:13 |  |

| Disco 2        |                                   |         |  |
| N.º            | Título                            | Duração |  |
| 1.             | "Saga Sell"                       | 0:36    |  |
| 2.             | "Rainbow Raider Strikes"          | 2:24    |  |
| 3.             | "What I Can See"                  | 0:43    |  |
| 4.             | "Forming a Task Force"            | 1:27    |  |
| 5.             | "Don't Get Involved"              | 0:41    |  |
| 6.             | "Team Arrow in Central City"      | 2:32    |  |
| 7.             | "Give You a Lift"                 | 0:58    |  |
| 8.             | "Training Barry"                  | 2:24    |  |
| 9.             | "What's Up, Doc?"                 | 2:21    |  |
| 10.            | "Barry Gets Whammied"             | 3:05    |  |
| 11.            | "Flash Taunts Eddie"              | 1:03    |  |
| 12.            | "The Flash vs. Arrow"             | 5:06    |  |
| 13.            | "S.T.A.R. Labs Thanks Oliver"     | 1:52    |  |
| 14.            | "A Girl Oliver Once Knew"         | 1:08    |  |
| 15.            | "Firestorm Appears"               | 0:52    |  |
| 16.            | "The Man in the Yellow Suit"      | 2:15    |  |
| 17.            | "What You Can Do"                 | 1:20    |  |
| 18.            | "Use of Powers"                   | 1:58    |  |
| 19.            | "Saving Innocent People"          | 3:01    |  |
| 20.            | "What Barry Saw"                  | 2:26    |  |
| 21.            | "Eobard Desiccates Wells"         | 1:53    |  |
| 22.            | "I Love You, Iris"                | 1:34    |  |
| 23.            | "Cold Wants to Know His Name"     | 1:22    |  |
| 24.            | "Lucid Dreaming"                  | 2:59    |  |
| 25.            | "Grodd Mind Control"              | 1:41    |  |
| 26.            | "Taken Enough"                    | 2:16    |  |
| 27.            | "Luring the Admission From Wells" | 3:21    |  |
| 28.            | "Eobard Confesses"                | 1:44    |  |
| 29.            | "Super Collider"                  | 3:29    |  |
| 30.            | "A New Name"                      | 1:01    |  |
| Duração total: | Duração total:                    | 59:12   |  |

### Ligações com o Universo Arrow
Em março de 2014, foi anunciado que Gustin não apareceria em um terceiro episódio de Arrow como originalmente planejado. No entanto, Panabaker e Valdes aparecem no episódio de Arrow "The Man Under the Hood" em seus papéis como Caitlin Snow e Cisco Ramon, respectivamente. O produtor executivo da Arrow, Marc Guggenheim, afirmou: "Isso foi algo que realmente aconteceu porque, obviamente, Barry está em coma no final de ["Three Ghosts"]. Isso praticamente impossibilitou que Barry aparecesse no [terceiro episódio, como originalmente planejado] ... A ideia de trazer [Caitlin Snow e Cisco Ramon] realmente nos atraiu porque nos permitiu honrar nossa intenção original [de] fazer algo relacionado ao Flash por volta do episódio 19 ou 20 [da segunda temporada] sem ter Barry em coma e basicamente pagando a Grant Gustin muito dinheiro para ficar sentado com os olhos fechados, inconsciente, durante todo o episódio ... Isso nos permite aprofundar ainda mais o universo The Flash em Arrow." Gustin teve um breve relato aparição especial na estreia da terceira temporada de Arrow, "The Calm". Valdes apareceu mais uma vez no episódio da terceira temporada, "Broken Arrow", enquanto Gustin apareceu no episódio final da terceira temporada, "My Name is Oliver Queen". Stephen Amell aparece como Oliver Queen / Arqueiro no episódio piloto. Kreisberg anunciou que Emily Bett Rickards apareceria no quarto episódio como Felicity. O adversário anterior do Arqueiro, William Tockman / The Rei Relógio (Robert Knepper), estava no sétimo episódio. Membros do The Royal Flush Gang, que já haviam aparecido em Arrow, fizeram uma aparição especial no décimo primeiro episódio da série. Rickards e Brandon Routh como Ray Palmer tiveram cenas no décimo oitavo episódio, "All Star Team Up". Katie Cassidy e Paul Blackthorne, como Laurel Lance / Canário Negro e o detetive Quentin Lance, respectivamente, apareceram no episódio seguinte, "Who Is Harrison Wells?", enquanto Amell e Doug Jones como Jake Simmons / Deathbolt apareceu no vigésimo segundo episódio, "Rogue Air".
'"Flash vs. Arrow"
Em 18 de julho de 2014, Kreisberg afirmou que um evento de crossover ocorreria no oitavo episódio da primeira temporada de The Flash e na terceira temporada de Arrow, respectivamente. No início de janeiro de 2015, o presidente da The CW, Mark Pedowitz, anunciou a intenção de fazer um crossover Flash / Arrow a cada temporada, após o sucesso do primeiro.

## Marketing
Em abril de 2015, para comemorar o final da terceira temporada de Arrow e o final da primeira temporada de The Flash, a The CW lançou uma curta promo intitulada "Superhero Fight Club". O curta apresenta personagens de Arrow e The Flash lutando entre si em um confronto de herói contra vilão. Os personagens incluem o Arqueiro, Flash, Arsenal, Canário Negro, Merlin, Capitão Frio, Onda Térmica, Nuclear, Ra's al Ghul, Flash Reverso e Átomo em uma luta em uma jaula.

## Lançamento

### Exibição
The Flash foi exibido no painel Warner Bros. Television e DC Entertainment na San Diego Comic-Con International em julho de 2014. A série estreou oficialmente na The CW em 7 de outubro de 2014, durante a temporada de televisão de 2014-15 e também estreou no Canadá na mesma noite. O segundo episódio foi exibido na New York Comic Con em 9 de outubro de 2014, como uma forma de retribuir os espectadores que assistiram ao episódio de estreia da série. A série estreou no Reino Unido e Irlanda em 28 de outubro de 2014, e na Austrália em 3 de dezembro de 2014.

### Mídia doméstica
A temporada foi lançada em Blu-ray e DVD na Região 1 em 22 de setembro de 2015.
| The Flash: The Complete First Season | | | | | |
| Detalhes do DVD | Detalhes do DVD | Detalhes do DVD | Características Especiais | Características Especiais | Características Especiais |
| - 23 episódios - Conjunto de 5 discos DVD / 4 discos Blu-ray - Inglês (Dolby Digital 5.1 Surround) - Legendas em inglês, espanhol e francês - Legendas: Inglês | - 23 episódios - Conjunto de 5 discos DVD / 4 discos Blu-ray - Inglês (Dolby Digital 5.1 Surround) - Legendas em inglês, espanhol e francês - Legendas: Inglês | - 23 episódios - Conjunto de 5 discos DVD / 4 discos Blu-ray - Inglês (Dolby Digital 5.1 Surround) - Legendas em inglês, espanhol e francês - Legendas: Inglês | - DC Comics Night na Comic-Con 2014 - Cenas deletadas - Gag Reel - Comentário de áudio - Featurettes - O homem mais rápido do mundo! - Criação do desfoque - Teste de Química de Emily e Grant - Por trás da história: O retorno do Trapaceiro! | - DC Comics Night na Comic-Con 2014 - Cenas deletadas - Gag Reel - Comentário de áudio - Featurettes - O homem mais rápido do mundo! - Criação do desfoque - Teste de Química de Emily e Grant - Por trás da história: O retorno do Trapaceiro! | - DC Comics Night na Comic-Con 2014 - Cenas deletadas - Gag Reel - Comentário de áudio - Featurettes - O homem mais rápido do mundo! - Criação do desfoque - Teste de Química de Emily e Grant - Por trás da história: O retorno do Trapaceiro! |
| Datas de lançamento | | | | | |
| Região 1 | Região 1 | Região 2 | Região 2 | Região 4 | Região 4 |
| 22 de setembro de 2015 | 22 de setembro de 2015 | 21 de setembro de 2015 | 21 de setembro de 2015 | 23 de setembro de 2015 | 23 de setembro de 2015 |
| Datas de lançamento em BluRay | | | | | |
| Região A | Região A | Região A | Região B | Região B | Região B |
| 22 de setembro de 2015 | 22 de setembro de 2015 | 22 de setembro de 2015 | 21 de setembro de 2015 | 21 de setembro de 2015 | 21 de setembro de 2015 |

### Violação de direitos autorais
A primeira temporada de The Flash foi a quinta série de TV mais pirateada em 2015.

## Recepção

### Audiência
| №  | Título                       | Exibição original       | Rating/share (18–49) | Audiência (em milhões) | DVR (18–49) | Audiência em DVR (milhões) | Total (18–49) | Audiência total (em milhões) |
| -- | ---------------------------- | ----------------------- | -------------------- | ---------------------- | ----------- | -------------------------- | ------------- | ---------------------------- |
| 1  | "Pilot"                      | 7 de outubro de 2014    | 1.9/6                | 4.83                   | 0.7         | 2.00                       | 2.6           | 6.83                         |
| 2  | "Fastest Man Alive"          | 14 de outubro de 2014   | 1.7/5                | 4.27                   | N/A         | N/A                        | N/A           | N/A                          |
| 3  | "Things You Can't Outrun"    | 21 de outubro de 2014   | 1.5/4                | 3.59                   | 0.5         | 1.63                       | 2.0           | 5.221                        |
| 4  | "Going Rogue"                | 28 de outubro de 2014   | 1.4/4                | 3.53                   | 0.9         | N/A                        | 2.3           | N/A                          |
| 5  | "Plastique"                  | 11 de novembro de 2014  | 1.4/4                | 3.46                   | 1.0         | N/A                        | 2.4           | N/A                          |
| 6  | "The Flash Is Born"          | 18 de novembro de 2014  | 1.4/4                | 3.73                   | 0.9         | N/A                        | 2.3           | N/A                          |
| 7  | "Power Outage"               | 25 de novembro de 2014  | 1.4/4                | 3.47                   | 0.9         | 2.41                       | 2.3           | 5.88                         |
| 8  | "Flash vs. Arrow"            | 2 de dezembro de 2014   | 1.6/5                | 4.34                   | 1.0         | 2.31                       | 2.6           | 6.65                         |
| 9  | "The Man in the Yellow Suit" | 9 de dezembro de 2014   | 1.5/5                | 4.66                   | 0.9         | 2.06                       | 2.4           | 6.72                         |
| 10 | "Revenge of the Rogues"      | 20 de janeiro de 2015   | 1.4/5                | 3.87                   | 1.0         | 2.41                       | 2.4           | 6.27                         |
| 11 | "The Sound and the Fury"     | 27 de janeiro de 2015   | 1.3/4                | 4.08                   | 1.0         | 2.20                       | 2.3           | 6.28                         |
| 12 | "Crazy for You"              | 3 de fevereiro de 2015  | 1.3/4                | 3.60                   | 0.9         | N/A                        | 2.2           | N/A                          |
| 13 | "The Nuclear Man"            | 10 de fevereiro de 2015 | 1.5/5                | 3.66                   | 0.6         | 1.39                       | 2.1           | 5.051                        |
| 14 | "Fallout"                    | 17 de fevereiro de 2015 | 1.5/4                | 4.01                   | 0.9         | N/A                        | 2.4           | N/A                          |
| 15 | "Out of Time"                | 17 de março de 2015     | 1.3/5                | 3.69                   | 1.0         | 2.34                       | 2.3           | 6.09                         |
| 16 | "Rogue Time"                 | 24 de março de 2015     | 1.2/4                | 3.33                   | 1.0         | 2.37                       | 2.2           | 5.69                         |
| 17 | "Tricksters"                 | 31 de março de 2015     | 1.3/4                | 3.67                   | 1.0         | 2.43                       | 2.3           | 6.10                         |
| 18 | "All Star Team Up"           | 14 de abril de 2015     | 1.4/5                | 3.67                   | 0.9         | 2.05                       | 2.3           | 5.72                         |
| 19 | "Who Is Harrison Wells?"     | 21 de abril de 2015     | 1.3/4                | 3.75                   | 0.9         | N/A                        | 2.2           | N/A                          |
| 20 | "The Trap"                   | 28 de abril de 2015     | 1.5/5                | 3.93                   | 0.9         | N/A                        | 2.4           | N/A                          |
| 21 | "Grodd Lives"                | 5 de maio de 2015       | 1.5/5                | 3.62                   | 0.9         | 2.27                       | 2.4           | 5.97                         |
| 22 | "Rogue Air"                  | 12 de maio de2015       | 1.5/5                | 3.65                   | 0.9         | N/A                        | 2.4           | N/A                          |
| 23 | "Fast Enough"                | 19 de maio de 2015      | 1.5/5                | 3.87                   | 1.0         | 2.38                       | 2.5           | 6.25                         |

O primeiro episódio de The Flash foi assistido por 4,8 milhões de telespectadores e teve uma classificação demográfica de 1,9 18-49, tornando-se a estreia da série mais assistida e com melhor classificação da The CW desde The Vampire Diaries em 2009. Também se tornou a segunda série mais assistida da CW estreia de todos os tempos, atrás de 90210, e a terceira mais bem avaliada no grupo demográfico de 18 a 49 anos.  Fatorando Live + 7 dias de avaliações, o piloto foi assistido por um total de 6,8 milhões de telespectadores, tornando-se o programa de televisão mais assistido da CW e a estreia de maior audiência entre os homens de 18 a 34 (2,5 de avaliação). Ele quebrou o recorde anterior para a transmissão de televisão mais assistida realizada pelo final do ciclo 8 de America Next Top Model em 2007 (6,69 milhões). Além disso, em todas as plataformas, incluindo streams iniciados em plataformas digitais e total de espectadores não duplicados no ar em duas exibições na semana de 7 de outubro de 2014, a estreia foi vista mais de 13 milhões de vezes.
A estreia canadense foi assistida por 3,11 milhões de telespectadores, tornando-se a transmissão mais assistida naquela noite e a segunda naquela semana. No Reino Unido, a estreia foi a quarta transmissão com maior audiência da semana e a décima primeira daquele mês, com 1,53 milhão de telespectadores. A versão modificada no tempo teve 82.000 espectadores.
A primeira temporada terminou como o 118º programa classificado, com uma audiência média de 4,62 milhões, ajudando a entregar a temporada mais assistida da CW em sete anos. The Flash terminou a temporada como a série mais assistida de todos os tempos na The CW, com 5,85 milhões de telespectadores, e também a série mais bem avaliada entre os homens de 18 a 49 (2,8) e homens com mais de 18 anos na rede.

### Resposta Crítica
A 1ª temporada de The Flash recebeu críticas geralmente positivas dos críticos. A avaliação do site Rotten Tomatoes deu para a temporada um índice de 92% de aprovação dos críticose com uma classificação média de 7,75/10 baseado em baseado em 63 comentários. O consenso do site disse: "The Flash se beneficia de sua atmosfera propositalmente leve, tornando-o um show de super-heróis voltado exclusivamente para fãs de gênero, bem como para novatos."  O Metacritic, que usa uma média ponderada, atribuiu uma pontuação de 73/100 com base em comentários de 27 críticos, indicando "análises geralmente favoráveis".
Eric Goldman e Joshua Yehl, do IGN, elogiaram a premissa e o elenco do show depois de ver uma cópia do piloto para a imprensa. Goldman e Yehl o compararam favoravelmente a Arrow, afirmando que The Flash progride com uma confiança que Arrow não obteve até mais tarde na série. As críticas à série tornaram-se cada vez mais positivas à medida que a temporada avançava, com o final recebendo aclamação da crítica.
Noel Murray do The A.V. Club deu à temporada um B + geral, elogiando o ritmo da trama, as atuações do elenco e os efeitos especiais, e também destacando a ousadia da série em abraçar suas influências de quadrinhos, algo que os programas convencionais de super-heróis tendem a não. fazer. O revisor semanal de episódios, Scott Von Doviak, deu classificações consistentemente altas à temporada e concedeu ao final da temporada uma nota A perfeita, chamando o episódio de "ricamente satisfatório" e também elogiando o programa por "[capturar] a essência de seu material de origem em uma diversão, maneira leve que poucas outras adaptações de quadrinhos conseguiram." Ele também elogiou o valor emocional e as performances do elenco, bem como o suspense e vários easter eggs encontrados no episódio.

### Prêmios e indicações
The Flash foi incluído em várias listas de Melhores / Principais programas de TV de 2014, classificando-se na NPR e no Omaha World-Herald (7º) e no Film School Rejects '(10º). Em sua primeira temporada, The Flash foi indicado para 35 prêmios, incluindo uma indicação ao Emmy de Outstanding Special Visual Effects pelo episódio "Grodd Lives", e ganhando nove. O show foi nomeado para quatro Prêmios Saturn, vencendo Melhor Série de Adaptação de Super-Herói e Wentworth Miller vencendo como Melhor Estrela Convidada na Televisão. Gustin foi homenageado com o Breakthrough Performance Saturn Award na cerimônia por sua atuação eletrizante como Barry Allen / The Flash. A série recebeu oito indicações ao Leo Awards, incluindo Melhor Série Dramática e o prêmio de Melhor Efeitos Visuais em Série Dramática pelo episódio "Going Rogue". Ele também ganhou o People's Choice Award por "Novo drama de TV favorito" na temporada de 2014-15. The Atlantic nomeou o season finale, "Fast Enough", um dos melhores episódios de televisão de 2015.
| Ano  | Prêmio                        | Categoria                                                                                     | Nomeado(s)                                                            | Resultado | Ref.            |
| ---- | ----------------------------- | --------------------------------------------------------------------------------------------- | --------------------------------------------------------------------- | --------- | --------------- |
| 2014 | Visual Effects Society Awards | Outstanding Visual Effects in a Visual Effects-Driven Photoreal/Live Action Broadcast Program | Armen V. Kevorkian, James Baldanzi, Jeremy Jozwick, Andranik Taranyan | Indicado  | [ 169 ]         |
| 2014 | TV Guide Award                | Favorite New Show                                                                             | The Flash                                                             | Venceu    | [ 170 ]         |
| 2015 | People's Choice Awards        | Favorite New TV Drama                                                                         | The Flash                                                             | Venceu    | [ 167 ]         |
| 2015 | Kids' Choice Awards           | Favorite Family TV Show                                                                       | The Flash                                                             | Indicado  | [ 171 ]         |
| 2015 | Kids' Choice Awards           | Favorite TV Actor                                                                             | Grant Gustin                                                          | Indicado  | [ 171 ]         |
| 2015 | Saturn Awards                 | Best Superhero Adaption Television Series                                                     | The Flash                                                             | Venceu    | [ 164 ] [ 165 ] |
| 2015 | Saturn Awards                 | Breakthrough Performance                                                                      | Grant Gustin                                                          | Venceu    | [ 164 ]         |
| 2015 | Saturn Awards                 | Best Actor on Television                                                                      | Grant Gustin                                                          | Indicado  | [ 164 ]         |
| 2015 | Saturn Awards                 | Best Guest Star on Television                                                                 | Wentworth Miller                                                      | Venceu    | [ 164 ]         |
| 2015 | Leo Awards                    | Best Dramatic Series                                                                          | The Flash                                                             | Indicado  | [ 166 ]         |
| 2015 | Leo Awards                    | Best Direction in a Dramatic Series                                                           | Glen Winter                                                           | Indicado  | [ 166 ]         |
| 2015 | Leo Awards                    | Best Cinematography in a Dramatic Series                                                      | C. Kim Miles                                                          | Indicado  | [ 166 ]         |
| 2015 | Leo Awards                    | Best Visual Effects in a Dramatic Series                                                      | Pelo episódio "Going Rogue"                                           | Venceu    | [ 166 ]         |
| 2015 | Leo Awards                    | Best Production Design in a Dramatic Series                                                   | Tyler Bishop Harron                                                   | Indicado  | [ 166 ]         |
| 2015 | Leo Awards                    | Best Make-Up in a Dramatic Series                                                             | Tina Louise Teoli                                                     | Indicado  | [ 166 ]         |
| 2015 | Leo Awards                    | Best Hairstyling in a Dramatic Series                                                         | Sarah Koppes                                                          | Indicado  | [ 166 ]         |
| 2015 | Leo Awards                    | Best Guest Performance by a Female in a Dramatic Series                                       | Emily Bett Rickards                                                   | Indicado  | [ 166 ]         |
| 2015 | Publicists Awards             | Maxwell Weinberg Award – Television                                                           | Bonanza Productions, Berlanti Productions e Warner Bros. Television   | Indicado  | [ 172 ]         |
| 2015 | TCA Awards                    | Outstanding New Program                                                                       | The Flash                                                             | Indicado  | [ 173 ]         |
| 2015 | Teen Choice Awards            | Choice TV Actress: Fantasy/Sci-Fi                                                             | Danielle Panabaker                                                    | Indicado  | [ 174 ]         |
| 2015 | Teen Choice Awards            | Choice TV: Breakout Star                                                                      | Grant Gustin                                                          | Venceu    | [ 175 ]         |
| 2015 | Teen Choice Awards            | Choice TV: Breakout Star                                                                      | Candice Patton                                                        | Indicado  | [ 175 ]         |
| 2015 | Teen Choice Awards            | Choice TV: Chemistry                                                                          | Grant Gustin e Candice Patton                                         | Indicado  | [ 175 ]         |
| 2015 | Teen Choice Awards            | Choice TV: Liplock                                                                            | Grant Gustin e Candice Patton                                         | Indicado  | [ 175 ]         |
| 2015 | Teen Choice Awards            | Choice TV: Villain                                                                            | Tom Cavanagh                                                          | Indicado  | [ 175 ]         |
| 2015 | Hugo Awards                   | Best Dramatic Presentation – Short Form                                                       | Pelo episódio "Pilot"                                                 | Indicado  | [ 176 ]         |
| 2015 | Primetime Emmy Award          | Outstanding Special Visual Effects                                                            | Pelo episódio "Grodd Lives"                                           | Indicado  | [ 163 ]         |
| 2015 | IGN Awards                    | Best TV Series                                                                                | The Flash                                                             | Indicado  | [ 177 ]         |
| 2015 | IGN Awards                    | Best Comic Book Adaptation TV                                                                 | The Flash                                                             | Venceu    | [ 178 ]         |
| 2015 | Poppy Awards                  | Best Actor, Drama                                                                             | Grant Gustin                                                          | Indicado  | [ 179 ]         |